# Паоло Веронезе
Па́оло Вероне́зе (справжнє ім'я — Па́оло Ка́льярі) (італ. Paolo Veronese, Paolo Caliari) (1528, Верона  — 19 квітня 1588, Венеція) — італійський художник епохи пізнього Ренесансу, представник Венеційської школи.

## Біографія
Паоло Каліарі став відомим як Веронезе через місто Верона, в якому народився 1528 року в родині муляра Габріеле Каліарі. В 1542 році став учнем та помічником живописця Антоніо Баділе. Вже зовсім скоро Каліарі перевершив свого вчителя в мистецтві, і за два роки покинув його майстерню.
Веронезе працював у Кастельфранко та деякий час проживав у Мантуї, однак більшу частину своєї кар'єри він провів у Венеції.
В 1565 році Веронезе одружився з Єленою Баділе, донькою його першого вчителя. Він мав чотирьох синів та доньку.
Помер Паоло Веронезе 19 квітня 1588 року у Венеції.

## Творчість
Веронезе писав картини переважно на релігійно-історичні теми, часто алегоричного характеру. Значна частина його фресок знаходиться в палаці дожів у Венеції. Деякі роботи художника:

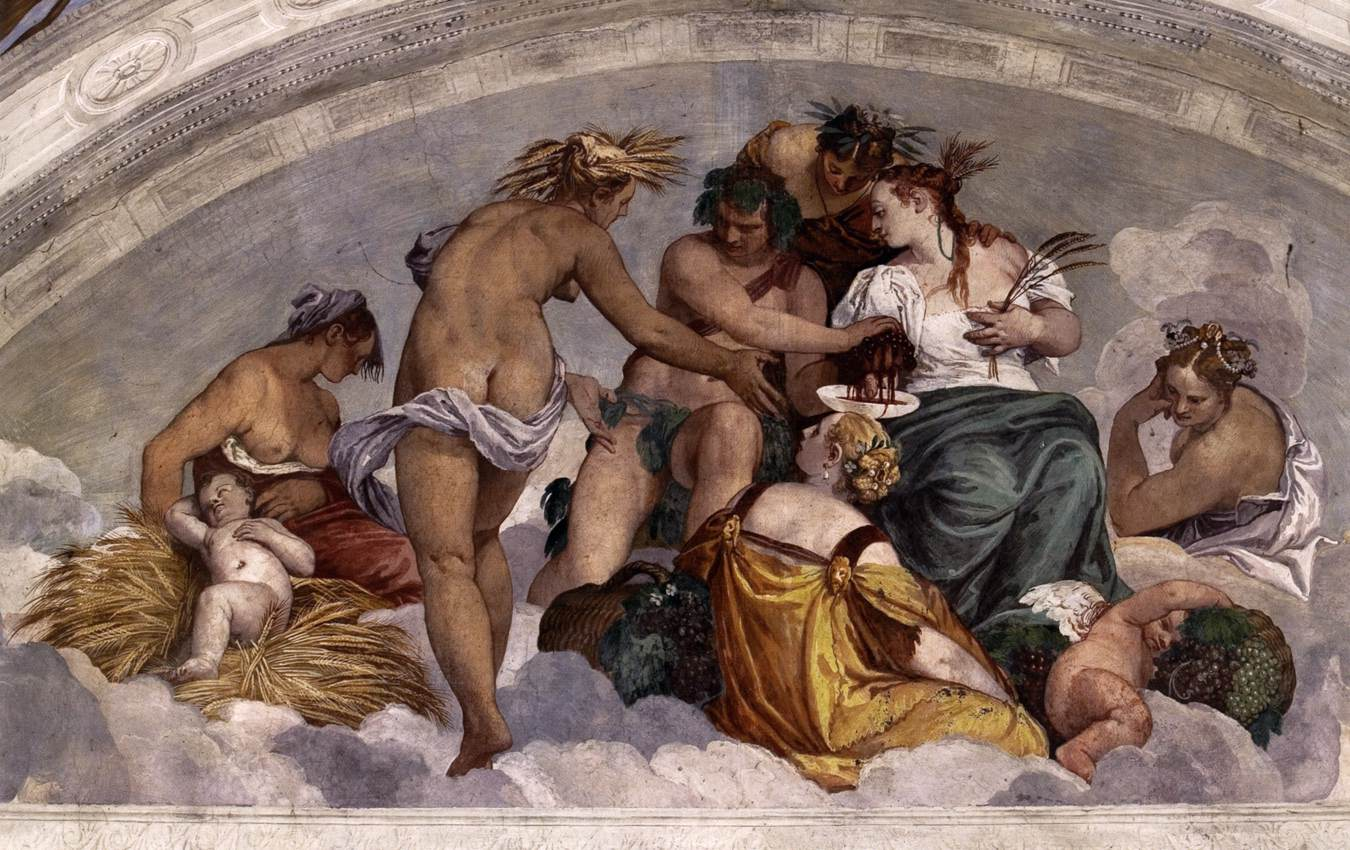
Фреска Веронезе «Вакх і Церера», Вілла Барбаро, Мазер.

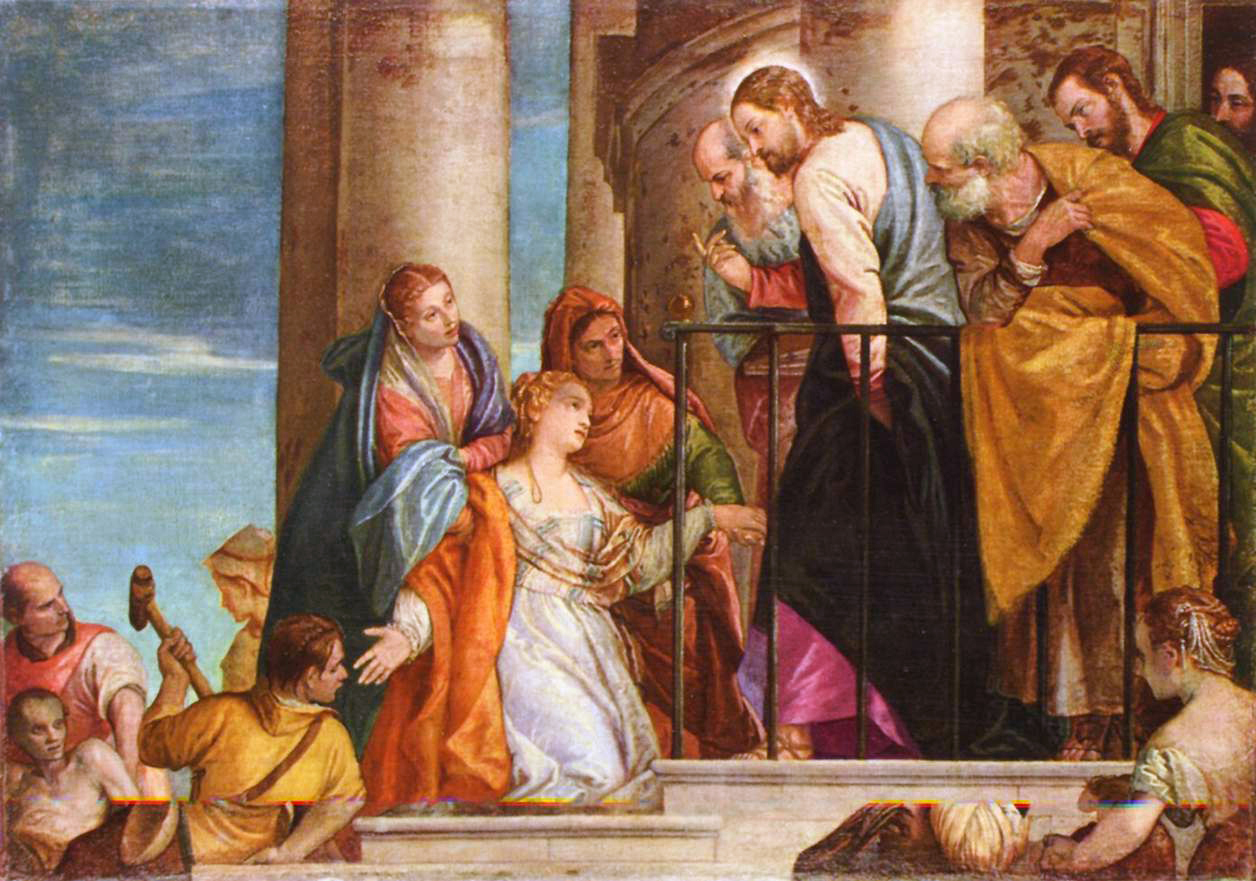
«Воскресіння сина вдови з Наїна», 1565—1570, Музей історії мистецтв, Відень

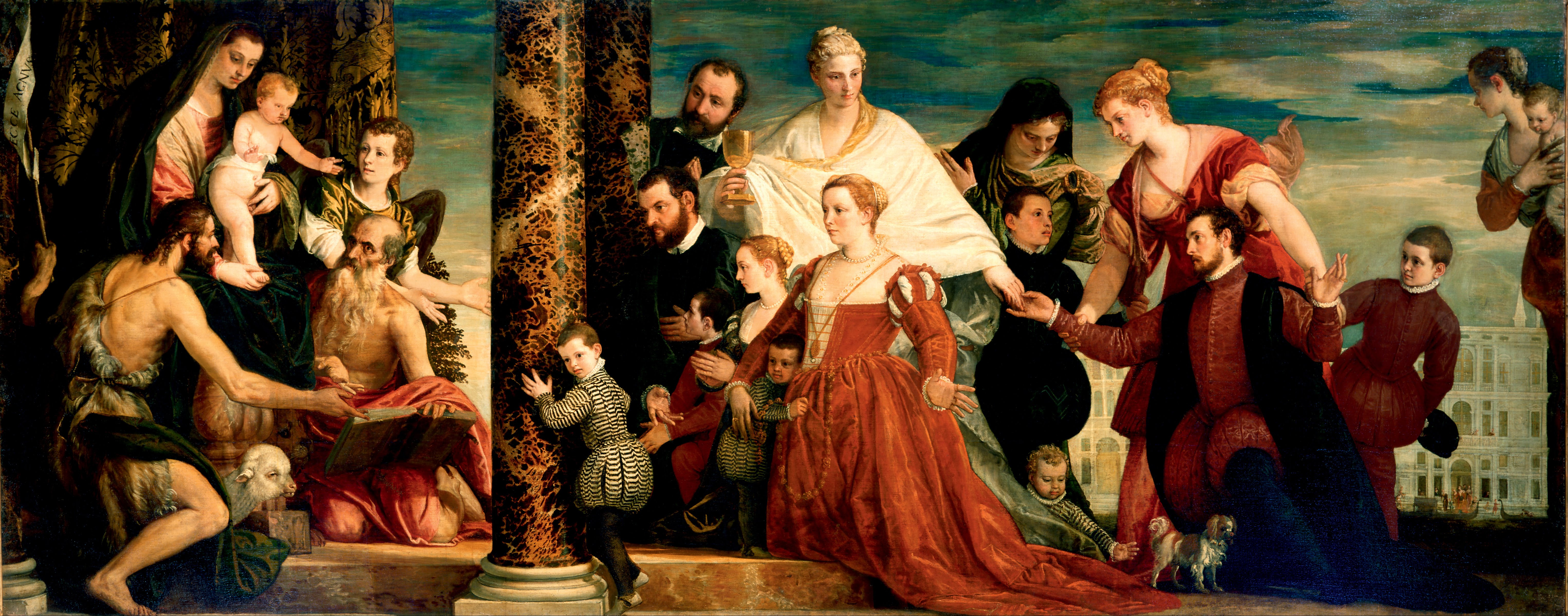
«Мадонна із родиною Куччіна», 1571, Галерея старих майстрів, Дрезден

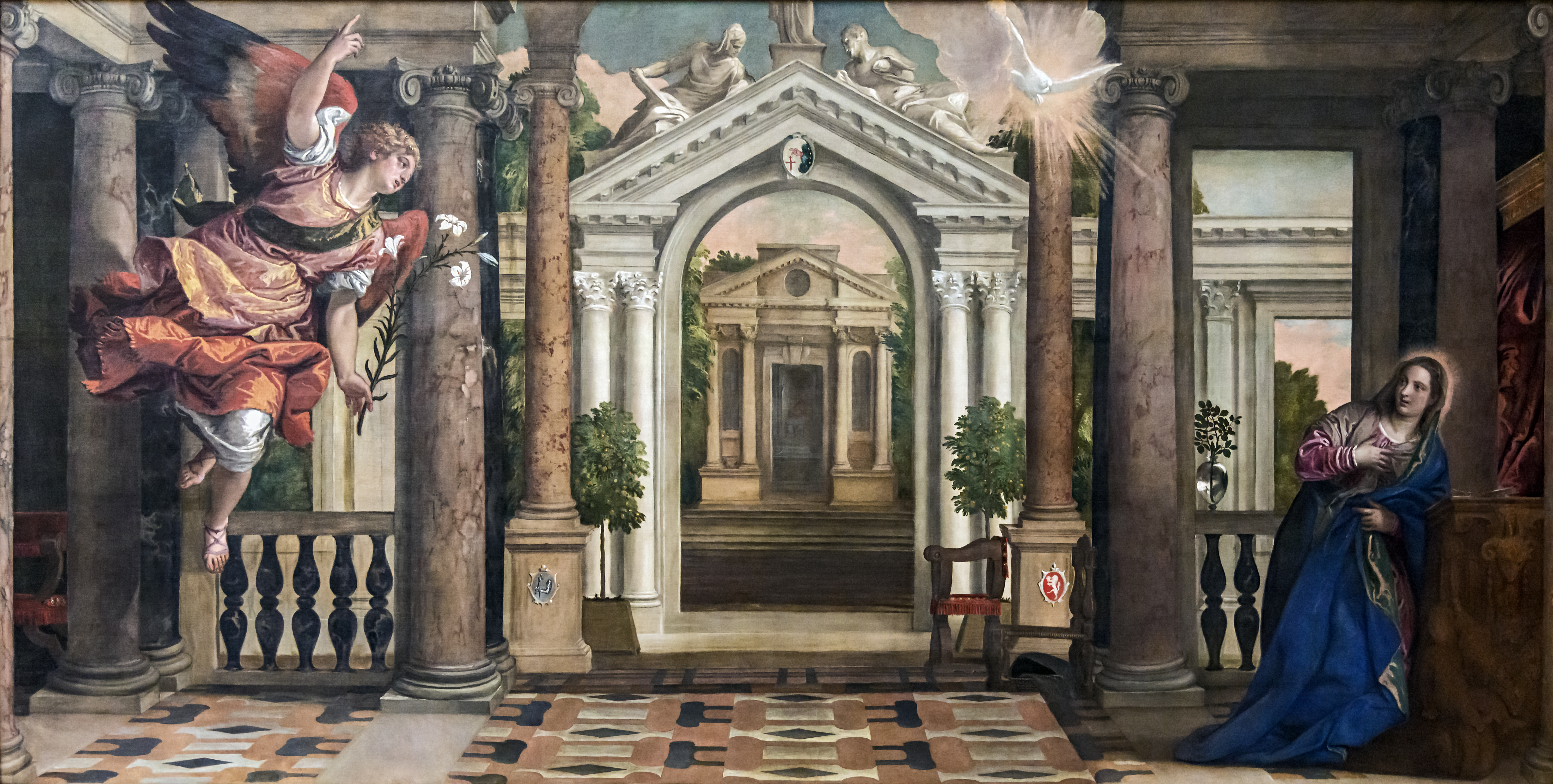
«Благовіщення», 1578, Галерея Академії, Венеція

- «Плач над мертвим Христом», 1547, Музей Кастельвеккйо, Верона.
- Містичний шлюб Святої Катерини, 1547, художня галерея Єльського університету, Нью-Гейвен
- «Мінерва між геометрією та арифметикою», 1551, Палац Бальбі, Венеція
- «Містичний шлюб Святої Катерини», 1555, приватна колекція.
- «Преображення Господнє», 1555–1556, собор Святої Марії, Монтаньяна
- «Коронація Марії», 1555, Сан-Себастьян, Венеція
- «Благовіщення», 1560 (Педральбес, фондова колекція Тіссен-Борнеміса)
- «Хрещення Христа», 1561 церква Спасителя, Венеція
- «Проповідь святого Іоанна Хрестителя», 1562, Галерея Боргезе, Рим
- «Шлюб в Кані Галілейській», 1562—1563, Лувр, Париж
- «Мадонна з Немовлям на престолі, Іоанном Хрестителем та святими», 1562—1564, Галерея Академії, Венеція
- «Христос серед храмових лікарів», 1566—1567, Музей Прадо, Мадрид
- «Венера і Юпітер», 1562—1565
- «Святий Ієронім у пустелі», 1566
- «Воскресіння сина вдови з Наїна», 1565—1570, Музей історії мистецтв, Відень
- «Воскресіння Христове», 1570, Галерея старих майстрів, Дрезден
- «Мадонна з немовлям, святою Варварою та молодим Іоанном Хрестителем», 1570, Галерея Уффіці, Флоренція
- «Портрет джентльмена в хутрі рисі», 1570
- «Святі Антоній, Корнелій і Кипріан», 1565—1571, Пінакотека Брера, Мілан
- «Мадонна із родиною Куччіна», 1571, Галерея старих майстрів, Дрезден
- «Поклоніння волхвів», 1573, Національна галерея, Лондон
- «Портрет Агостіно Барбаріго», 1571—1572
- «Вечеря Святого Григорія Великого», 1572, Базиліка ді Монте Беріко, Віченца
- «Алегорія битви при Лепанто», 1572—1573, Галерея Академії, Венеція
- «Бенкет у будинку Левія», 1573, Галерея Академії, Венеція
- «Містичне заручення святої Катерини», бл. 1575, Галерея Академії, Венеція
- «Купання Вірсавії», 1575, Музей красних мистецтв, Ліон
- «Юдита з головою Олоферна», 1575—1580, Музей історії мистецтв, Відень
- «П'єта», 1576—1582, Ермітаж, Санкт-Петербург
- «Марс і Венера, пов'язані коханням», 1578
- «Благовіщення», 1578, Галерея Академії, Венеція
- «Голгофа», 1580, Лувр, Париж
- «Алегорія мудрості і сили», 1580
- «Поява Мадонни в Сант-Луці», 1581, церква Святого Луки, Венеція
- «П'єта», 1581, Ермітаж, Санкт-Петербург
- «Хрещення і спокуса Христа», бл. 1582, Пінакотека Брера, Мілан
- «Лукреція», 1585

## Галерея

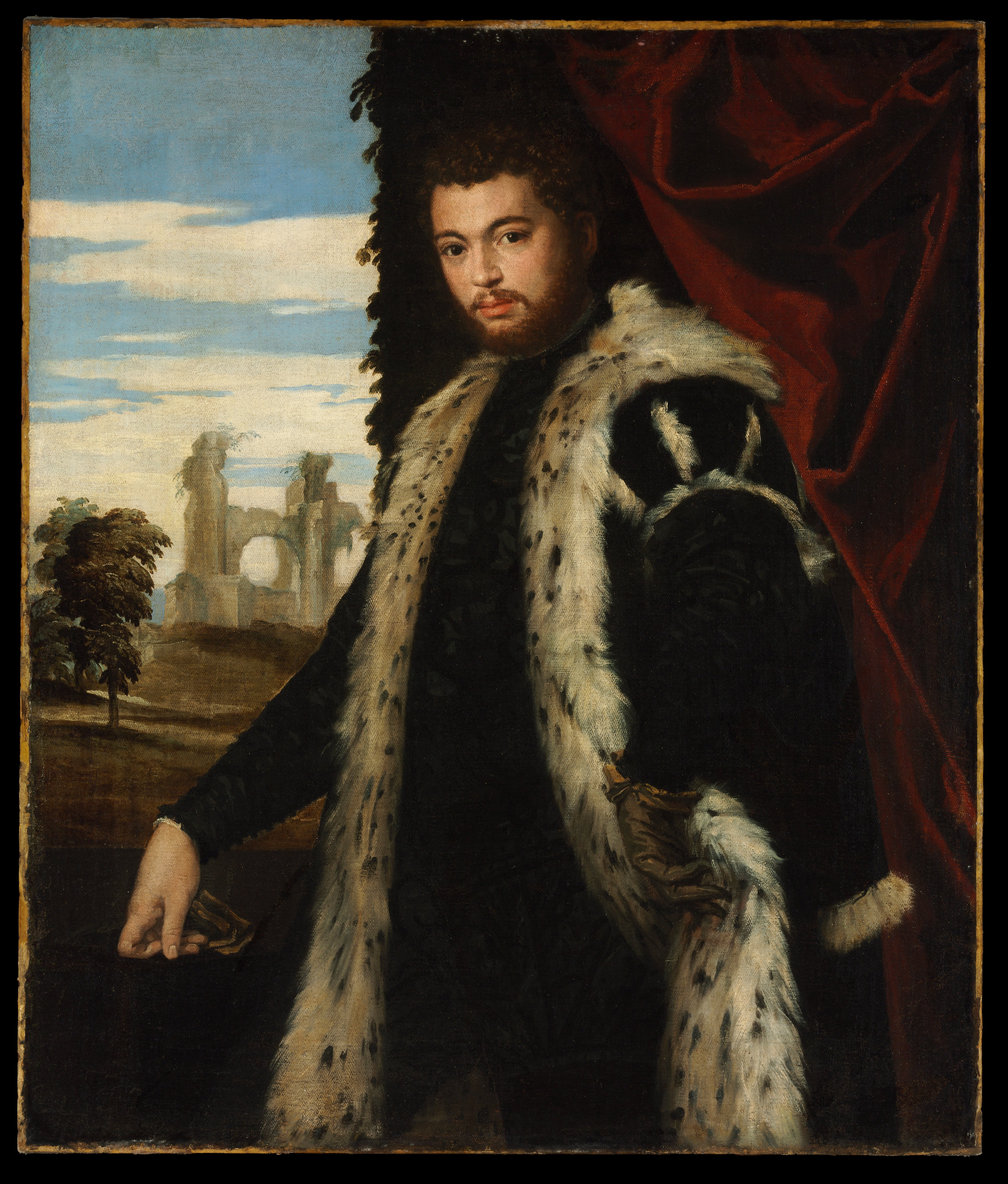
«Портрет молодого чоловіка в хутрі рисі», 1551—1553, Музей образотворчих мистецтв, Будапешт
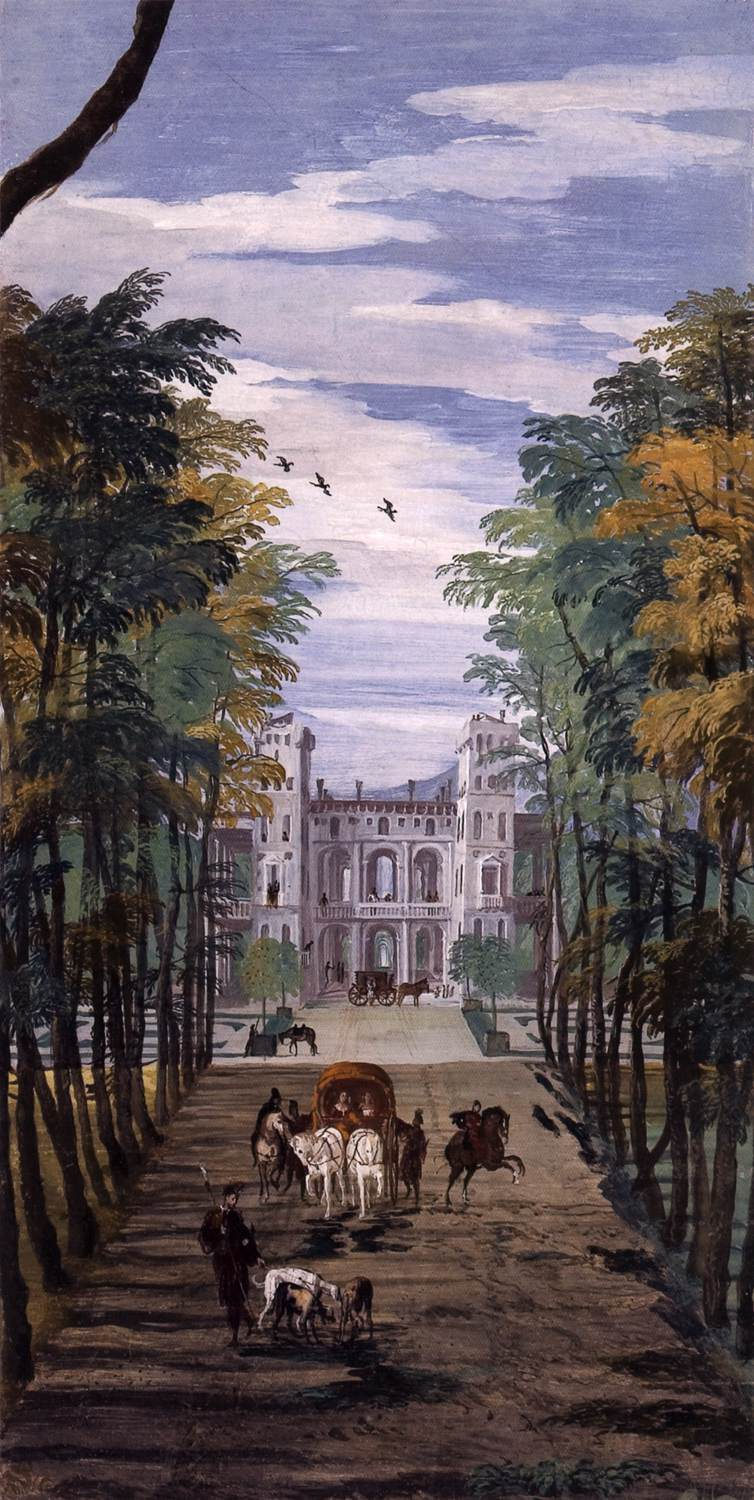
Пейзажна фреска, 1560–1561, Вілла Барбаро, Мазер
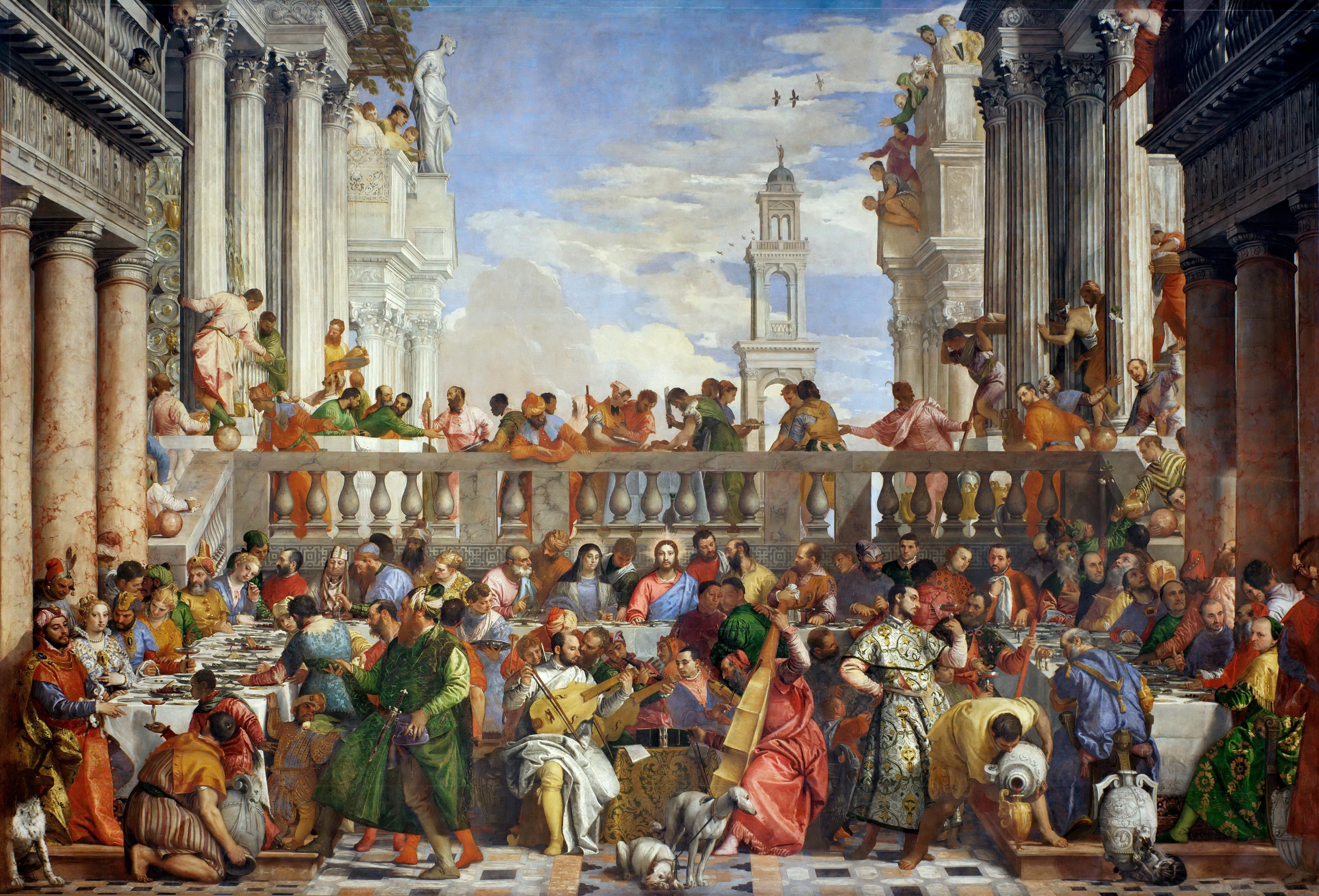
«Шлюб в Кані Галілейській», 1562–1563, Лувр, Париж
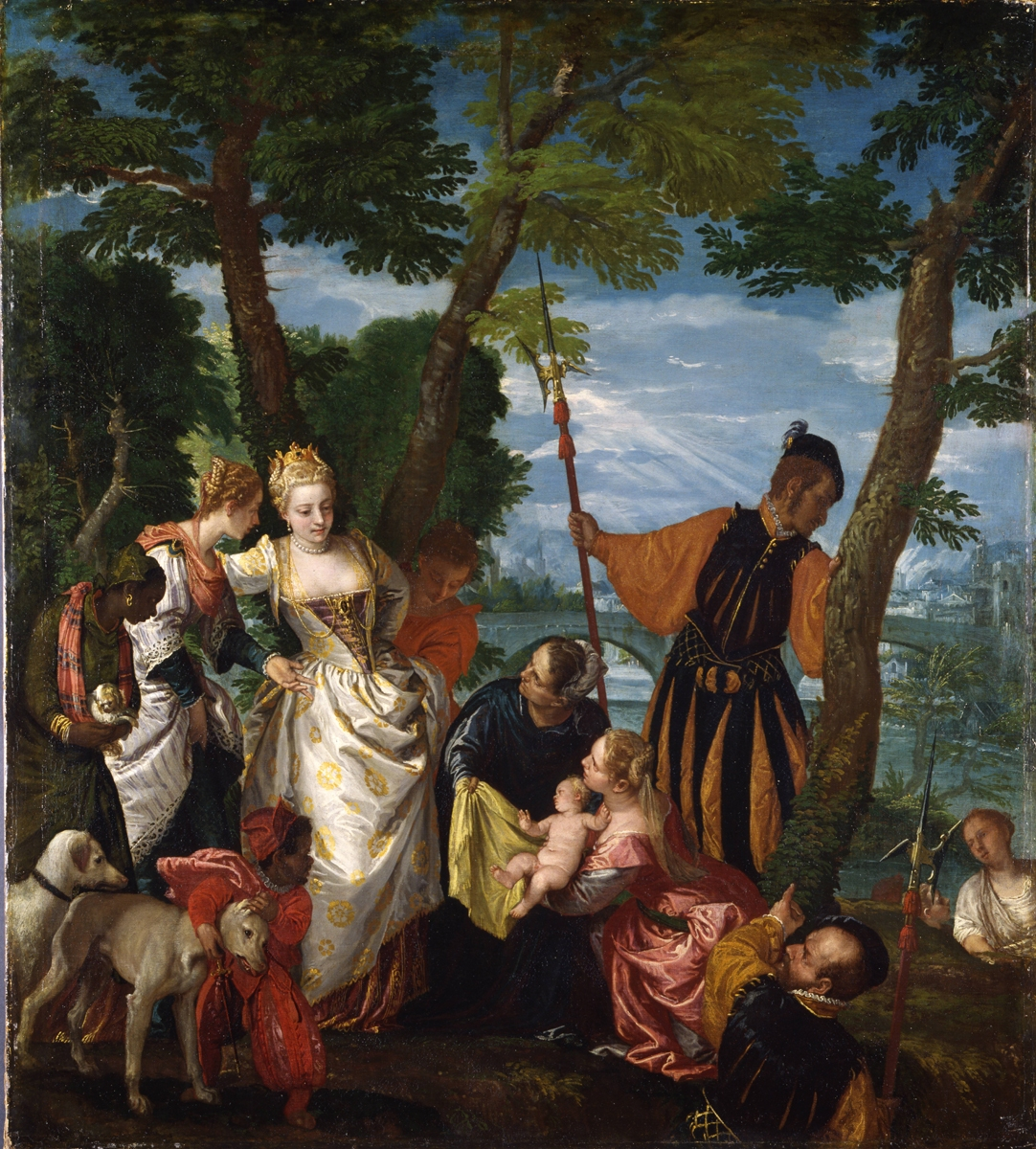
«Порятунок Моїсея», 1570–1580, Музей красних мистецтв, Ліон
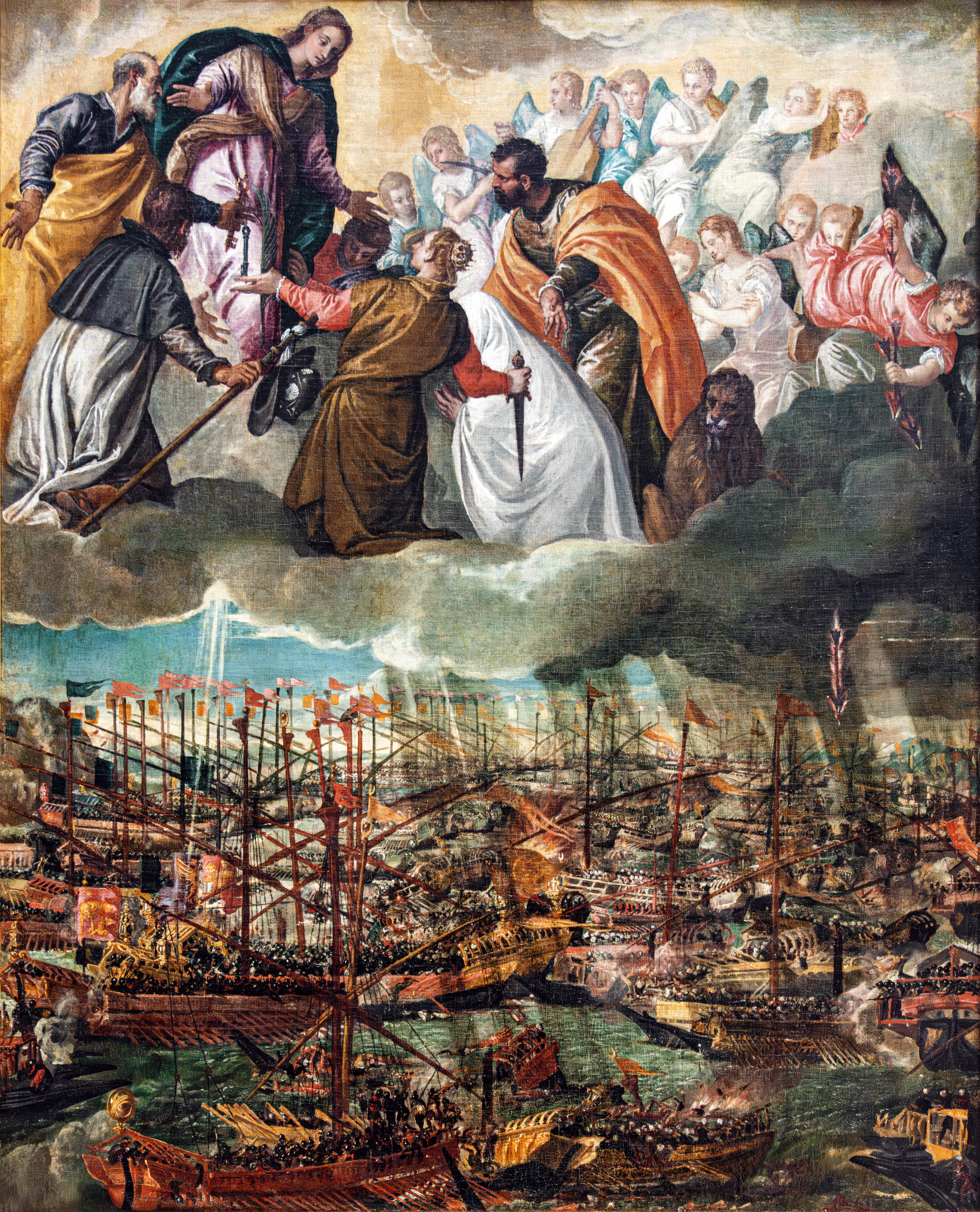
«Алегорія битви при Лепанто», 1573–1573, Галерея Академії, Венеція
«Бенкет у будинку Левія», 1573, Галерея Академії, Венеція
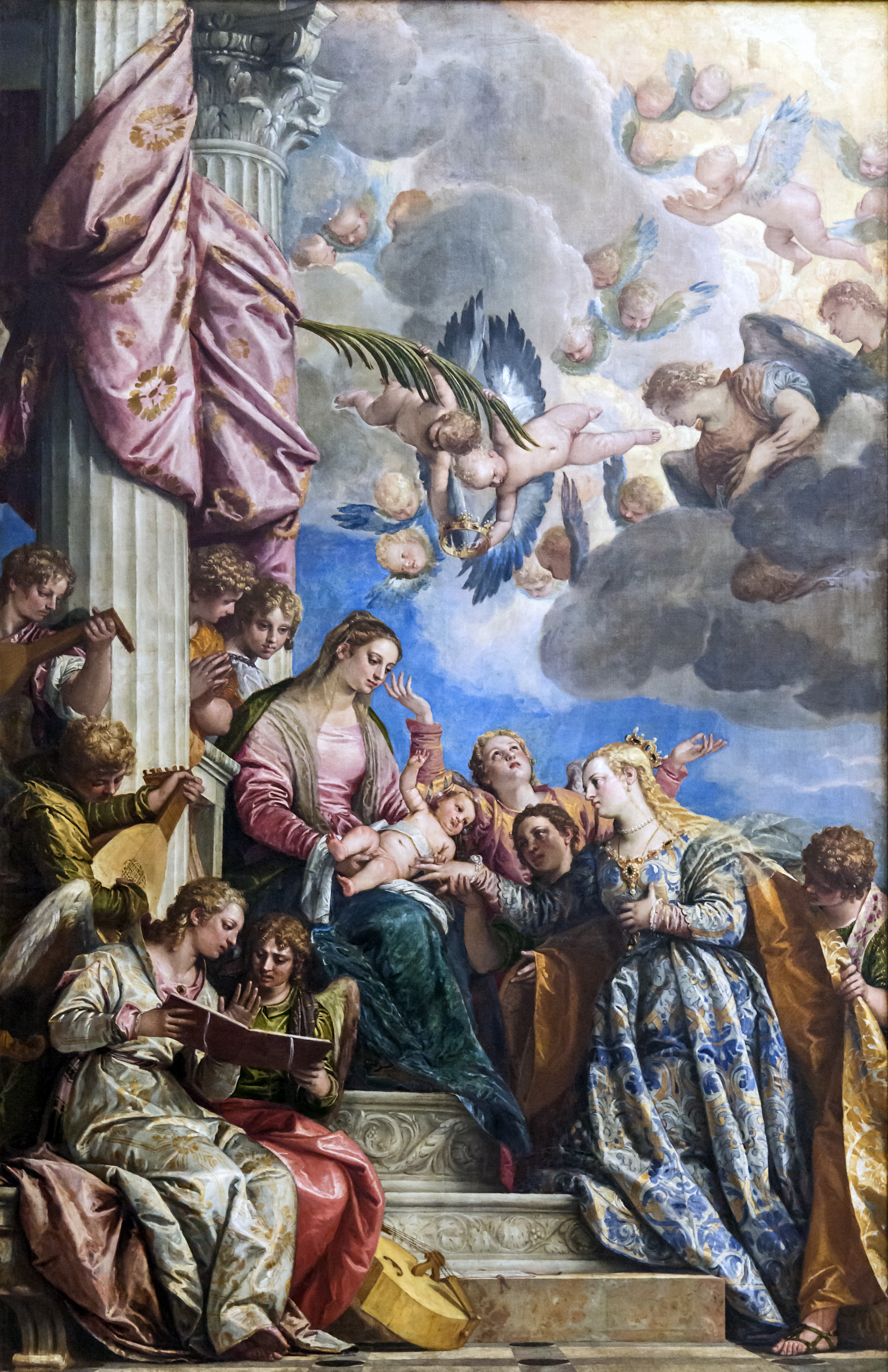
«Містичне заручення святої Катерини», бл. 1575. Галерея Академії, Венеція
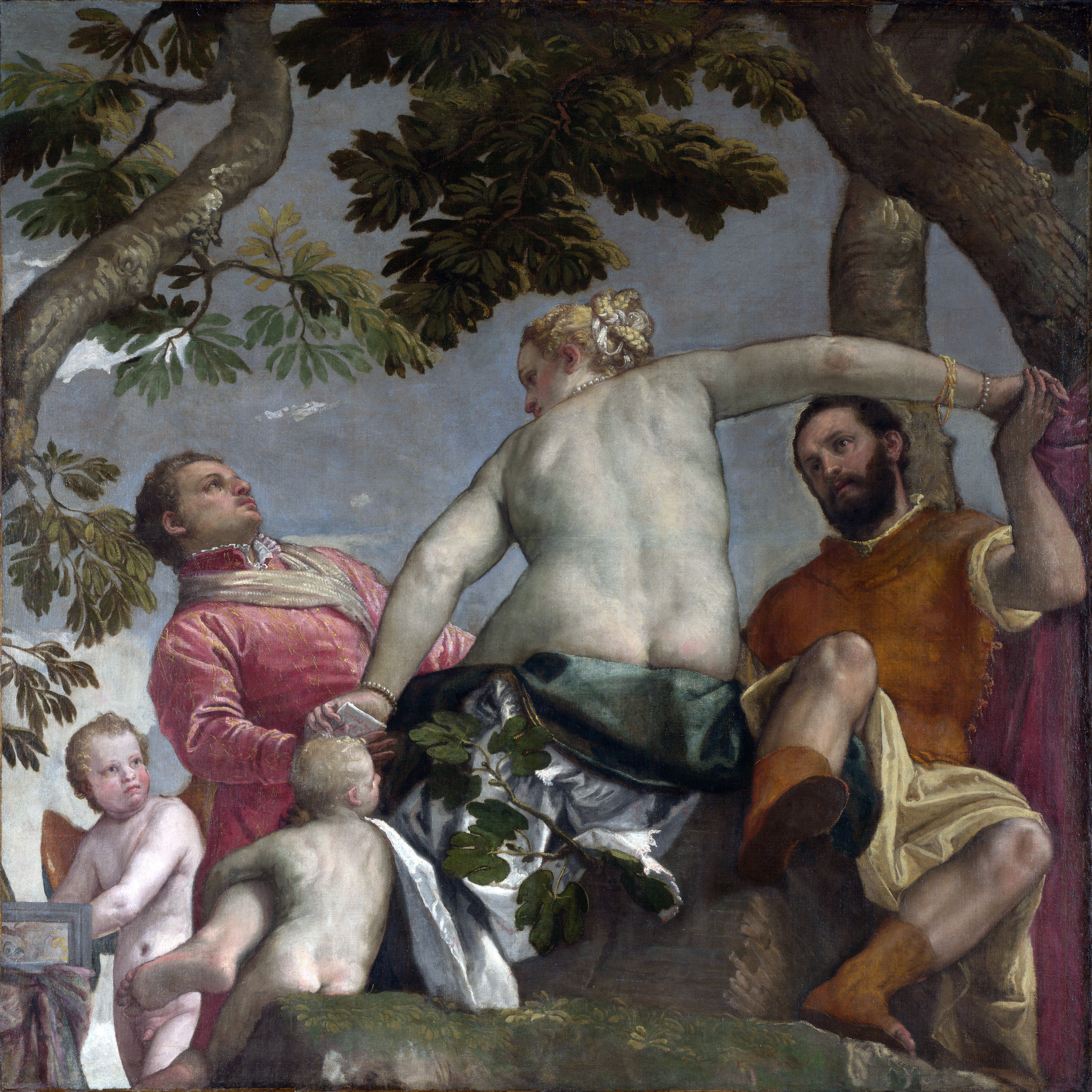
«Невірність», 1575, Національна галерея, Лондон
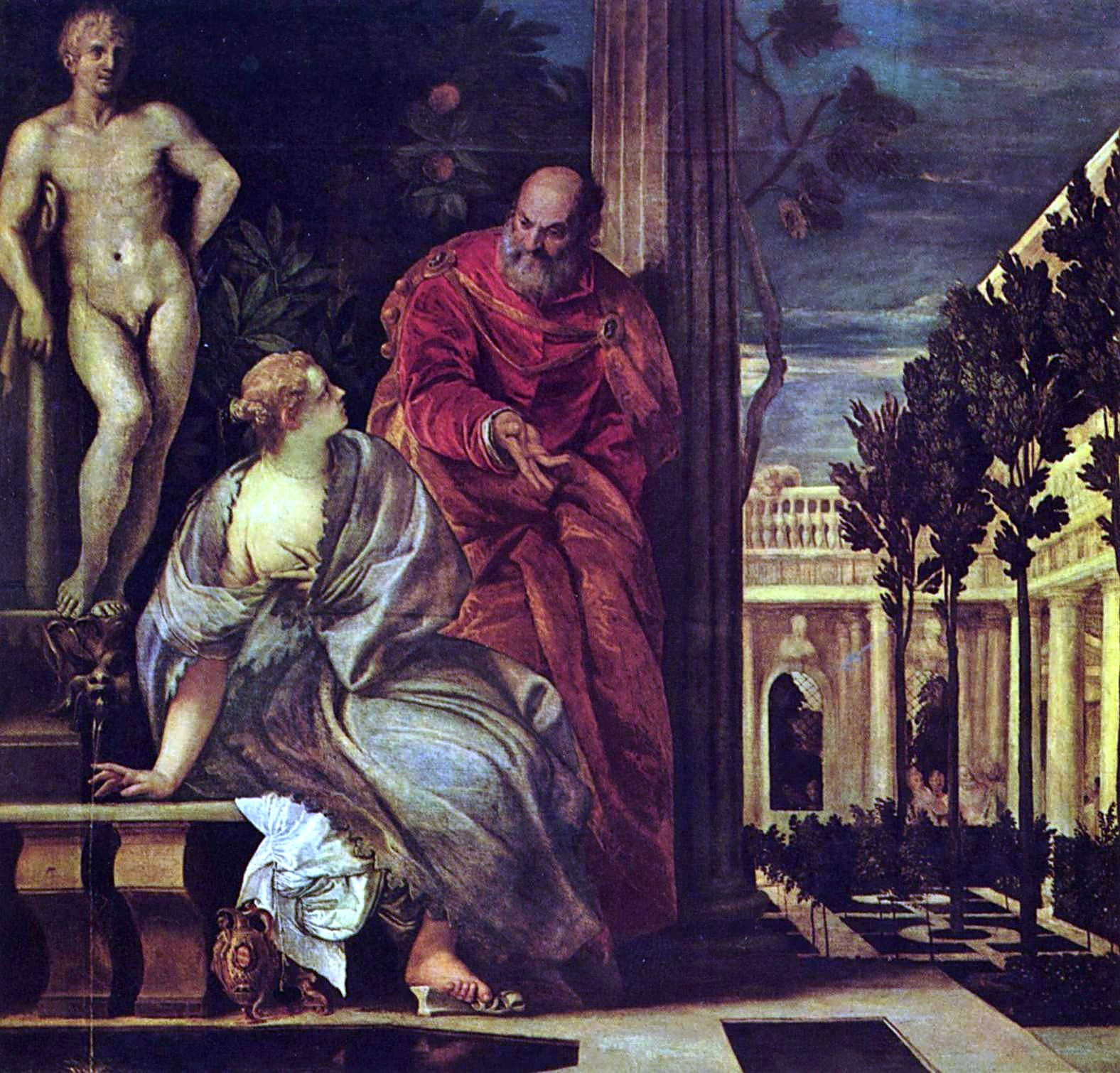
«Купання Вірсавії», 1575, Музей красних мистецтв, Ліон
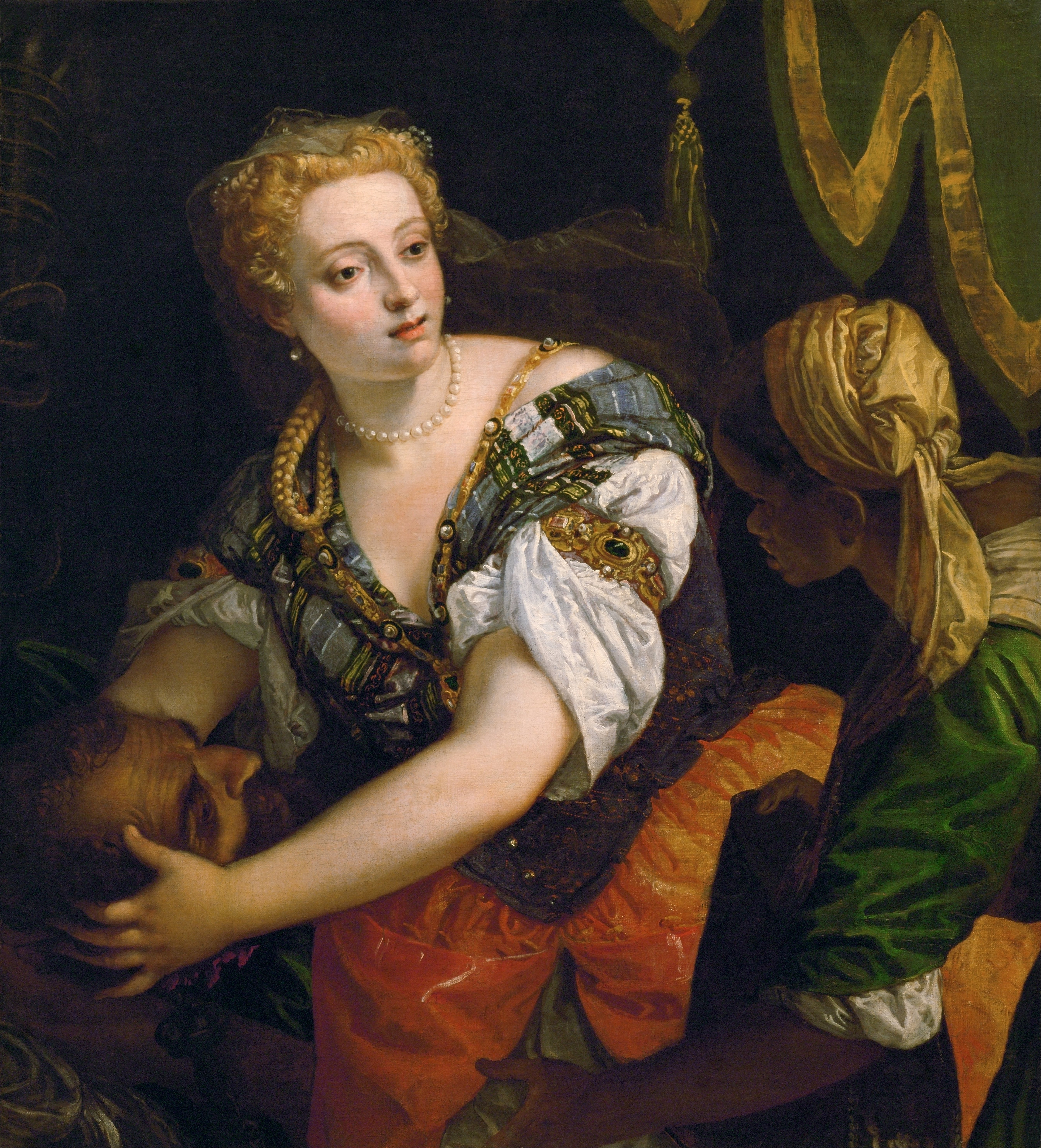
«Юдита з головою Олоферна», 1575—1580, Музей історії мистецтв, Відень
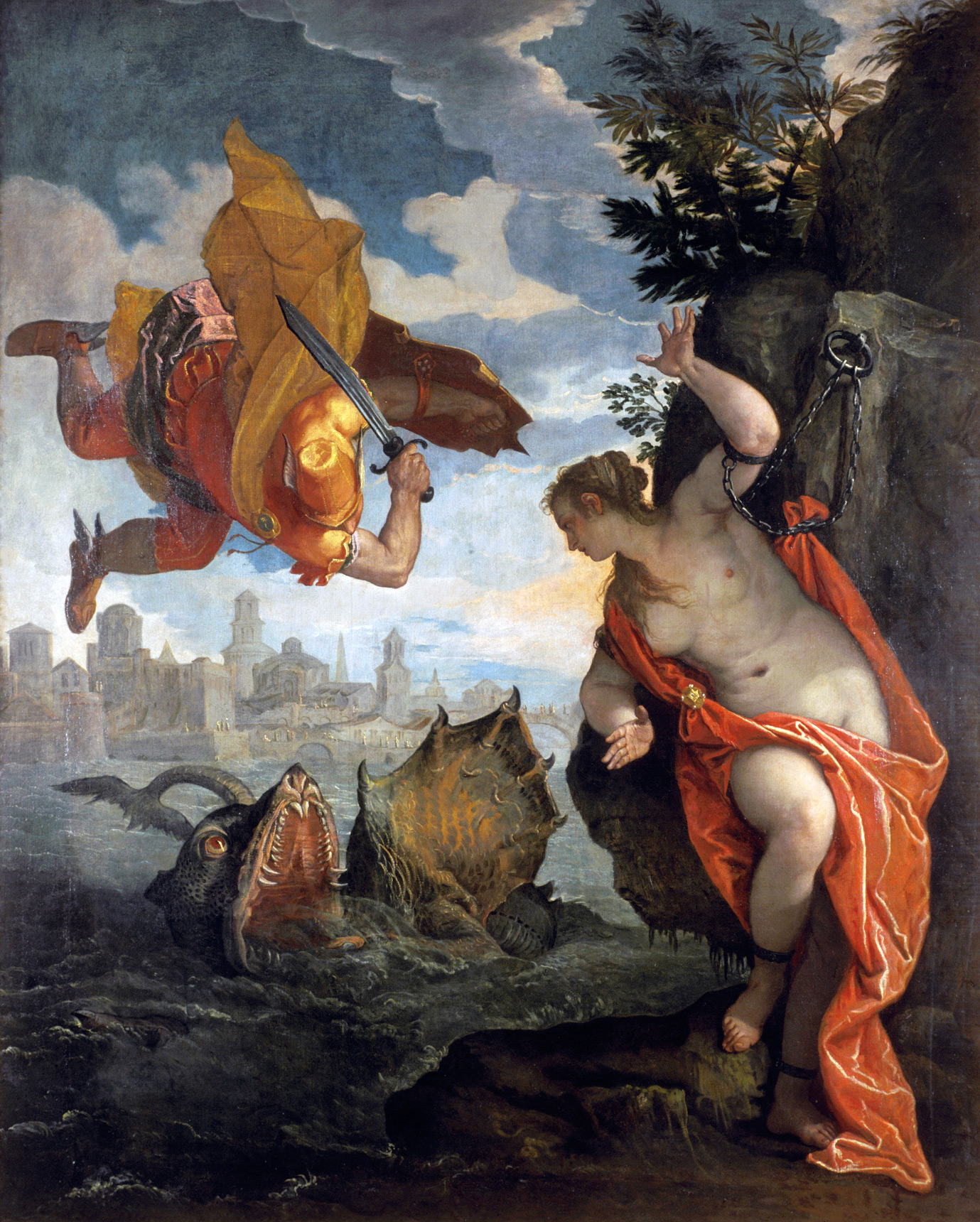
«Персей рятує Андромеду», 1576—1578, Музей образотворчих мистецтв, Ренн
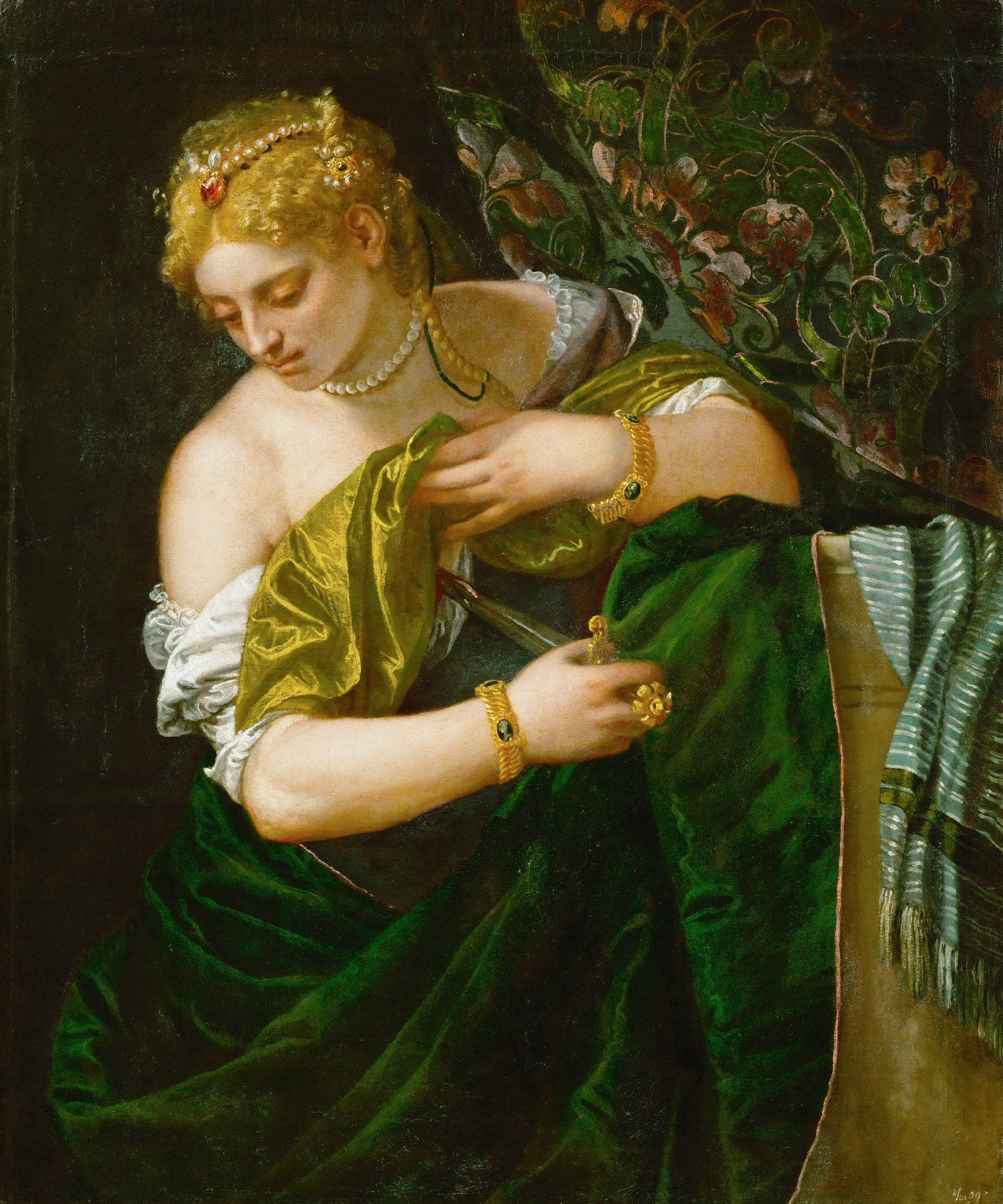
«Лукреція», 1585, Музей історії мистецтв, Відень